# Alina Moradei
Alina Moradei (Chiavari, 8 marzo 1928 – Roma, 4 maggio 2016) è stata un'attrice e doppiatrice italiana.

## Biografia
Attrice a lungo attiva in teatro e alla Radio Rai, dall'inizio degli anni cinquanta si dedicò anche al doppiaggio. Divenne nota al grande pubblico per aver dato la voce ad Angela Lansbury nel telefilm La signora in giallo e in molti suoi lungometraggi. La somiglianza tra le voci delle due attrici fu notata dalla stessa Lansbury in occasione dei Telegatti 1999, serata in cui si incontrarono e l'attrice inglese si dichiarò «molto felice che una così brava attrice mi doppi nella serie». Nella sua carriera di doppiatrice, che le fece ottenere nel 1998 il premio come "Miglior voce femminile - Sezione TV", doppiò tante altre attrici, tra cui Katharine Hepburn, Olivia de Havilland, Joan Plowright, Maggie Smith, Cloris Leachman, Jean Stapleton. Inoltre nel 1985 diede voce a Nonna Papera e alla Strega Nocciola nel 1° doppiaggio de La notte di Halloween.
Terminata l'attività di doppiatrice nel 2012, morì per una polmonite il 4 maggio 2016, all'età di 88 anni.

### Vita privata
Era vedova dell'attore Lucio Rama, con il quale lavorò sia nella prosa radiofonica che in teatro.

## Doppiaggio

### Film per il cinema
- Angela Lansbury in I pirati di Penzance, Fantasia 2000, A proposito di Schmidt, I pinguini di Mr. Popper
- Joan Plowright in Avalon, Dance with Me, Un ciclone in casa
- Maggie Smith in Profumo di mare, Washington Square - L'ereditiera, Tata Matilda e il grande botto
- Cloris Leachman in Texasville, Alex & Emma
- Gloria Stuart in La lettera d'amore, The Million Dollar Hotel
- Jean Stapleton in C'è post@ per te
- Gwen Verdon in La stanza di Marvin
- Eileen Essell in Duplex - Un appartamento per tre, Neverland - Un sogno per la vita
- Myra Carter in 8mm - Delitto a luci rosse
- Nancy Marchand in A proposito di Henry
- Gisèle Casadesus in I ragazzi del Marais
- Gwenda Deacon in L.A. Confidential
- Olympia Dukakis in Senti chi parla 2
- Anny Duperey in Tre gocce di sangue per una rosa
- Carolyn Hetherington in Away from Her - Lontano da lei
- Nina Foch in Obsession
- Sheila Bartold in Anno 2118: progetto X
- Bethel Leslie in Le parole che non ti ho detto
- Marian Seldes in Mamma, ho preso il morbillo, Duets
- Eve Brent in Garfield - Il film
- Prunella Scales in Casa Howard, Johnny English
- Joan Sims in Il mistero del dinosauro scomparso
- Lois Smith in Dead Man Walking - Condannato a morte, Pomodori verdi fritti alla fermata del treno
- Wendy Hiller in La commedia degli errori
- Stephanie Cole in Grey Owl - Gufo grigio
- Herta Ware in Beautiful - Una vita da miss
- Penelope Keith in Il vagone misterioso
- Ann Sothern in Le balene d'agosto
- Bethoe Shirkoff in Hope Springs
- Charmion King in Last Night
- Elizabeth Spriggs in Paradise Road
- Bodil Kjer in Il pranzo di Babette
- Sara Allgood in Il grande ammiraglio
- Lucile Watson in Il signore e la signora Smith
- Cora Witherspoon in La donna del giorno
- Kay Thompson in Cenerentola a Parigi
- Françoise Seigner in Due per un delitto
- Alma Del Rio in Sfida al diavolo
- China Zorrilla in Intramontabile effervescenza
- Frances Cuka in Oliver Twist
- Renée Asherson in The Others
- Nan Martin in Cast Away
- Constance Broge in Una notte da leoni
- Judy Sinclair in Don't Say a Word
- Katharine Blake in Anna dei mille giorni

### Film d'animazione
- Fata Smemorina in Cenerentola II - Quando i sogni diventano realtà, Cenerentola - Il gioco del destino
- Crystal, Madre di Rudolph, Lady Loraine e Signora Natale ne Il Natale di Rudolph e Frosty
- Trudy ne La favola del principe schiaccianoci
- L'Imperatrice madre Dagmar di Danimarca in Anastasia
- Nonna Marcolfa in Cacasenno il piccolo grande Eroe
- La civetta in Momo alla conquista del tempo
- Orsa polare in Bentornato Pinocchio
- Nonna Rosie in Balto
- Mrs. Bric in La bella e la bestia: Un magico Natale
- Madame Souza in Appuntamento a Belleville
- Olmo in La foresta magica
- Signora Hogenson in Gli Incredibili - Una "normale" famiglia di supereroi
- Signora della tombola in Hotel Transylvania

### Serie televisive
- Angela Lansbury in La signora in giallo, Il tocco di un angelo, Law & Order - Unità vittime speciali, Magnum, P.I.
- Jean Stapleton in Arcibaldo
- Ann Morgan Guilbert in La tata
- Ellen Geer in Star Trek: The Next Generation (episodio 5x04)
- Linda Porter in Una mamma per amica
- Penny Santos in Una famiglia come le altre
- Peg Phillips in Un medico tra gli orsi
- Kate Reid in Gavilan
- Pat Crowley in Joe Forrester
- Madge Blake in Batman
- Charmion King in Anna dai capelli rossi
- Rosalie Williams in Le avventure di Sherlock Holmes
- Pamela Cundell in Il piccolo popolo dei Graffignoli
- Maria Korber in Il nostro amico Charly
- Brigitte Mira in A cavallo della fortuna
- Stephanie Cole in Poirot

### Soap opera e telenovelas
- Dorothy Malone in Peyton Place
- Mahuampi Acosta in Leonela
- Yara Cortes in Potere
- Amalia Pérez Díaz in Topazio
- Patricia Neal in La casa nella prateria

### Film TV e miniserie
- Angela Lansbury in Volo KAL 007 - Alla ricerca della verità, Mamma Natale, La signora Pollifax, Vagone letto con omicidio, Appuntamento con la morte, L'ultimo uomo libero, La ballata del ragazzo perduto
- Olivia de Havilland in Nord e Sud II, Una corona per Wally
- Katharine Hepburn in L'evaso e la signora
- Elizabeth Spriggs in Alice nel Paese delle Meraviglie

### Cartoni animati
- Narratrice in Georgie ,Julie rosa di bosco[2]e la piccola Nell
- Fata Smemorina in House of Mouse - Il Topoclub
- Gufo in Le avventure del bosco piccolo
- Betty White ne I Simpson

## Prosa radiofonica Rai
- Tre mesi di prigione, di Charles Vildrac, regia di Aldo Trabucco, trasmessa il 15 ottobre 1951.
- Nora Seconda, commedia di Cesare Giulio Viola, regia di Carlo Lari, trasmessa il 4 ottobre 1956.
- Estuario, radiodramma in tre tempi di Arnaldo Boscolo, regia di Pietro Masserano Taricco, trasmessa il 22 ottobre 1959.
- La volpe sfortunata, radiodramma di Sancia Basco, regia di Umberto Benedetto, trasmessa il 4 aprile 1960.
- Ricatto, giallo radiofonico di Roderick Wilkinson, regia di Dante Raiteri, trasmessa il 2 gennaio 1961.
- Un giorno nel terrore, radiodramma di Malcom Hulke e Eric Price, regia di Umberto Benedetto, trasamesso il 22 maggio 1961.
- Morte dell'usuraio, della serie Briggs - Squadra omicidi, regia di Umberto Benedetto, trasmessa il 29 maggio 1961.
- Amore mio, commedia di Terence Rattigan, regia di Giuseppe Di Martino, trasmessa il 14 settembre 1961.
- Confessione d'amore, di Ivan Gonciarov, regia di Amerigo Gomez, trasmessa ottobre 1963.

## Prosa televisiva Rai
- L'altro figlio, regia di Franco Enriquez, trasmessa il 24 febbraio 1954.
- La moglie saggia, di Carlo Goldoni, regia di Carlo Lari, trasmessa il 18 febbraio 1955.
- Il gioco delle vacanze, di Mihail Sebastian, regia di Carlo Di Stefano, trasmessa il 13 agosto 1965.

## Riconoscimenti
- Gran Galà del Doppiaggio Romics DD
  - 2007 – Premio alla carriera femminile

- Gran Premio Internazionale del Doppiaggio
  - 2008 – Premio alla carriera

- Leggio d'oro
  - 1995 – Miglior voce femminile televisiva per il doppiaggio di Angela Lansbury in La signora in giallo[3]

- Voci nell'ombra
  - 1998 – Miglior voce femminile - Sezione TV